# Safien
Safien (im einheimischen Dialekt: [ˈsɔːfjə] oder [ˈsɔːfjæ]; rätoromanisch Stussavgiaⓘ) ist eine aus mehreren Weilern bestehende Ortschaft in der Gemeinde Safiental, Region Surselva, im Schweizer Kanton Graubünden. Ihr Zentrum bildet Safien Platz.
Bis zum 31. Dezember 2012 war Safien eine eigenständige politische Gemeinde im gleichnamigen Kreis des damaligen Bezirks Surselva. Am 1. Januar 2013 fusionierte sie mit den Gemeinden Versam, Tenna und Valendas zur neuen Gemeinde Safiental.

## Geografie
Zur damaligen Gemeinde Safien gehörten die Weiler Neukirch, Safien Platz, Camanaboda, Camana, Bäch und Thalkirch.

## Geschichte
Safien wird 1219 erstmals urkundlich erwähnt in der Form Stosavia. Die Herkunft sowohl der deutschen als auch der romanischen Namensform ist ungeklärt. Bronzezeitliche und römische Funde deuten auf eine frühe Besiedlung der Gegend hin. Safien wurde als Teil der Grafschaft Schams ursprünglich von Romanen aus dem Heinzenberg, dem Schams und dem Rheinwald bewirtschaftet. Die Ansiedlung deutschsprachiger Walser, vor allem aus dem Rheinwald, erfolgte offenbar planmässig zwischen 1300 und 1310 auf Betreiben der Freiherren von Vaz, die als bischöfliche Lehensnehmer bis 1338 Landesherren waren. Bereits 1362 ist Safien als selbstständig handelnde Gemeinde mit Ammann und Geschworenen bezeugt. Die privilegierte Rechtsstellung hält ein Schirmbrief von 1450 fest. 1498 organisierten sich die dütschen lüt in den Pürten (Bäuert) Malönja (Thalkirch), Camana, Zalön (Platz) und Salpänna (Neukirch). Noch um 1500 scheinen auch Romanen in Safien gewohnt zu haben. Die Grundherrschaft gehörte im grössten Teil des Tals dem Domleschger Kloster Cazis, das hier 13 Höfe gemäss dem Urbar von 1512 besass; die Güter wurden im Erblehen bebaut.

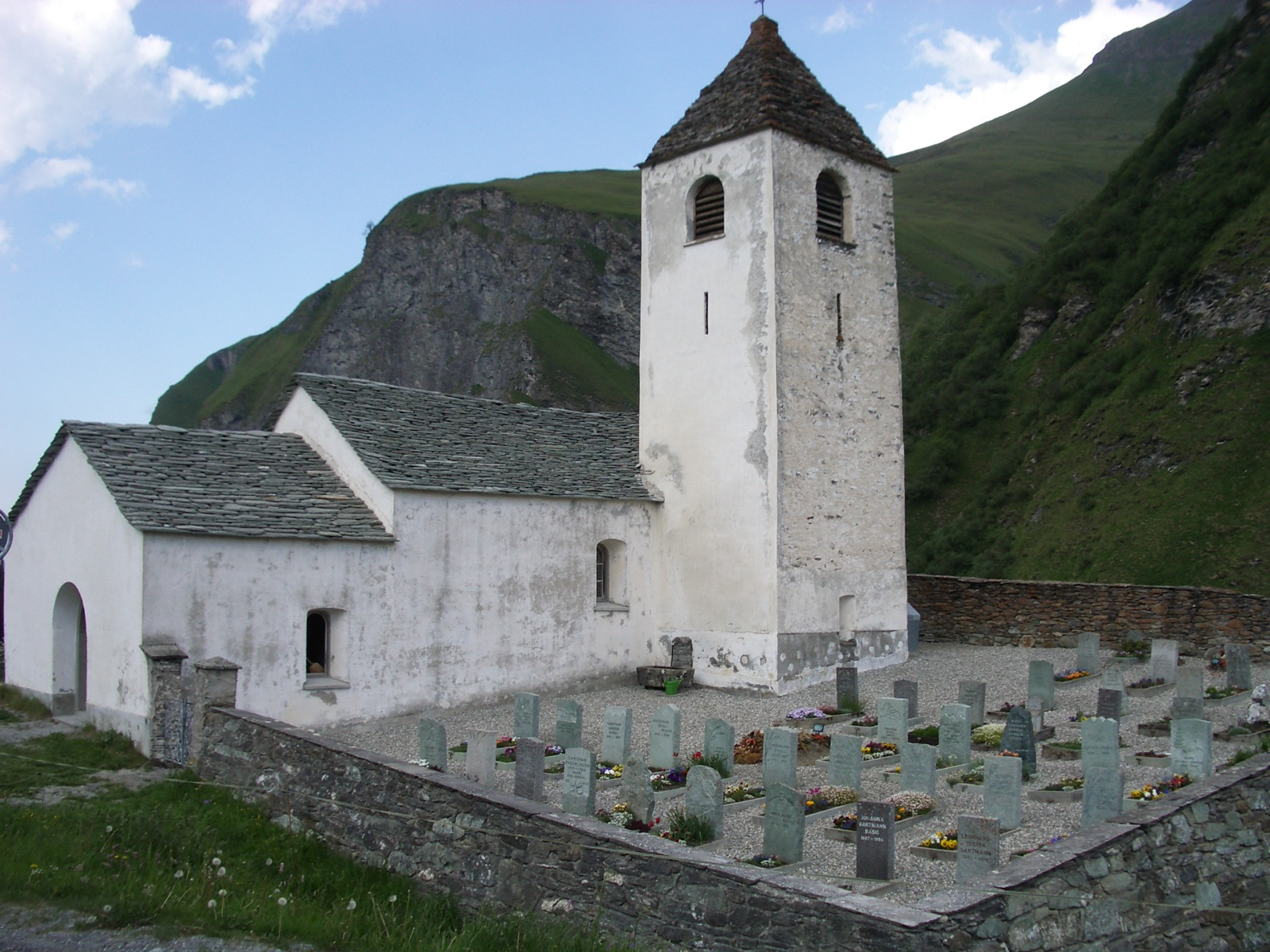
Reformierte Kirche Thalkirch (Safien)

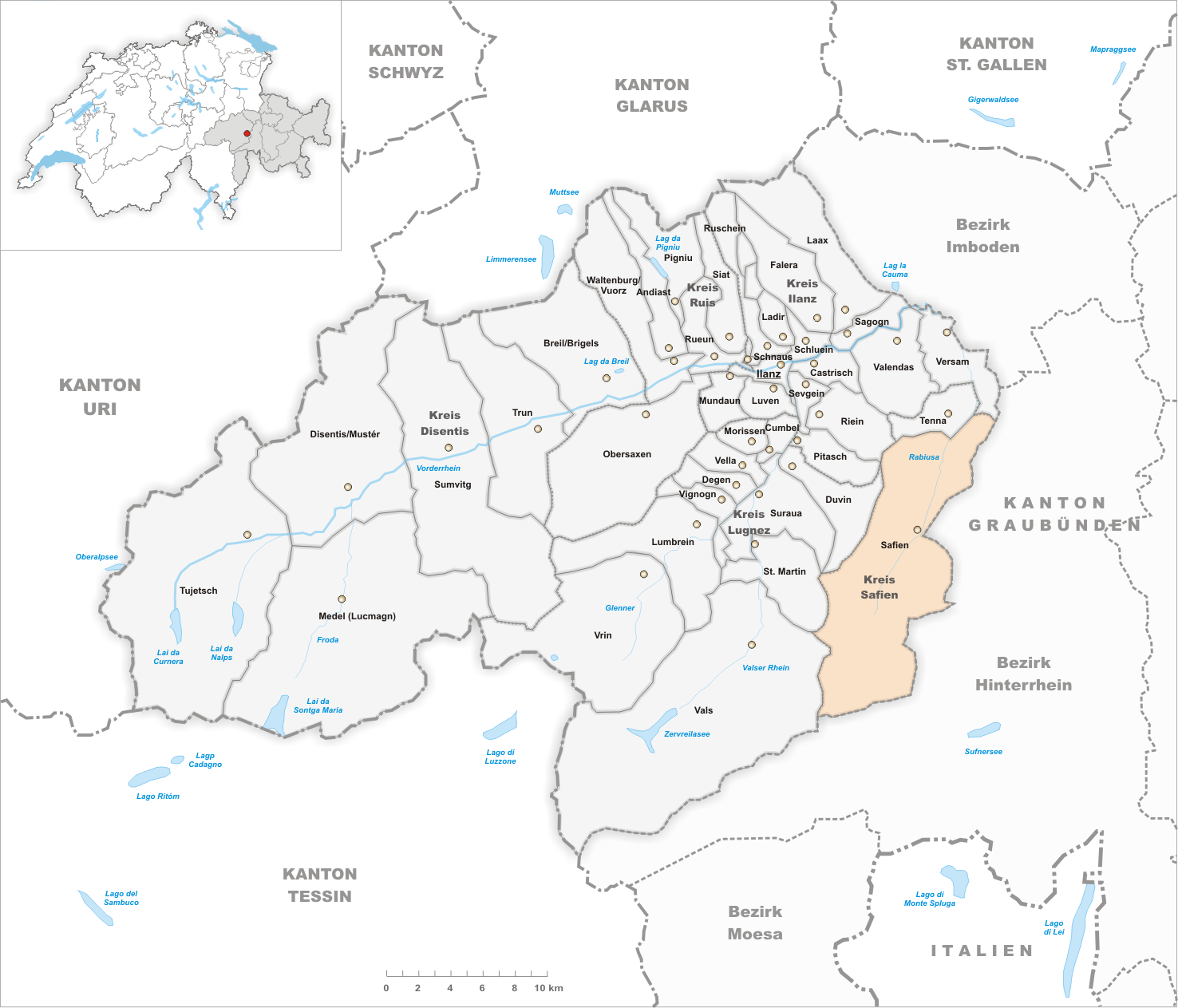
Gemeindestand vor der Fusion am 1. Januar 2013

Die Kirche von Thalkirch (Patrozinien unter anderem Maria, Heilige Drei Könige, Theodul) wird erstmals 1441 erwähnt, diejenige von Platz (Patrozinium Johannes der Täufer) 1448. Die Reformation wurde 1526 eingeführt. Das Gotteshaus in Neukirch, das wie Thalkirch im 18. und 19. Jahrhundert einen eigenen Pfarrer hatte, stammt von 1698. Safien bildete bis 1851 eine eigene Gerichtsgemeinde im Hochgericht Thusis. Die Gemeinde war 1851 bis 2000 Teil des Bezirks Heinzenberg und von 2001 bis 2015 des Bezirks Surselva. Handelskontakte bestanden vor allem über die Saumwege des Glaspasses nach Thusis sowie des Safierbergs ins Rheinwald und weiter nach Süden. Ohne dauerhaften Erfolg blieb die Einführung der Baumwollspinnerei als Hausindustrie Mitte des 18. Jahrhunderts. Als klassisches Alpwirtschaftsgebiet wurde vorwiegend Vieh für den Verkauf auf oberitalienischen Märkten gezüchtet. Bis in die Gegenwart haben sich Reste der traditionellen Einzelsennerei auf den privaten Korporationsalpen erhalten. Der Bau der Fahrstrasse 1882 bis 1885 nach Versam bewirkte eine Umorientierung des Tals Richtung Norden. Die starke Abwanderung im 19. und in der ersten Hälfte des 20. Jahrhunderts liess zahlreiche Wüstungen entstehen. Die Zentrale Platz der Kraftwerke Zervreila stammt von 1957. 2005 stellte der erste Sektor noch 65 Prozent der Arbeitsplätze in Safien.

## Wappen
| Wappen von Safien | Blasonierung: «In Rot ein von Silber (Weiss) und schwarz geständertes Kreuz»                                          |
| Wappen von Safien | Nach dem vereinfachten Bannermotiv der Landschaft Safien, die zum Wappenbild des Kreises wurde, mit geänderten Farben |

## Bevölkerung
| Bevölkerungsentwicklung | Bevölkerungsentwicklung | Bevölkerungsentwicklung | Bevölkerungsentwicklung | Bevölkerungsentwicklung | Bevölkerungsentwicklung | Bevölkerungsentwicklung |
| ----------------------- | ----------------------- | ----------------------- | ----------------------- | ----------------------- | ----------------------- | ----------------------- |
| Jahr                    | 1803                    | 1850                    | 1900                    | 1950                    | 2000                    | 2012                    |
| Einwohner               | 770                     | 685                     | 455                     | 453                     | 308                     | 282                     |

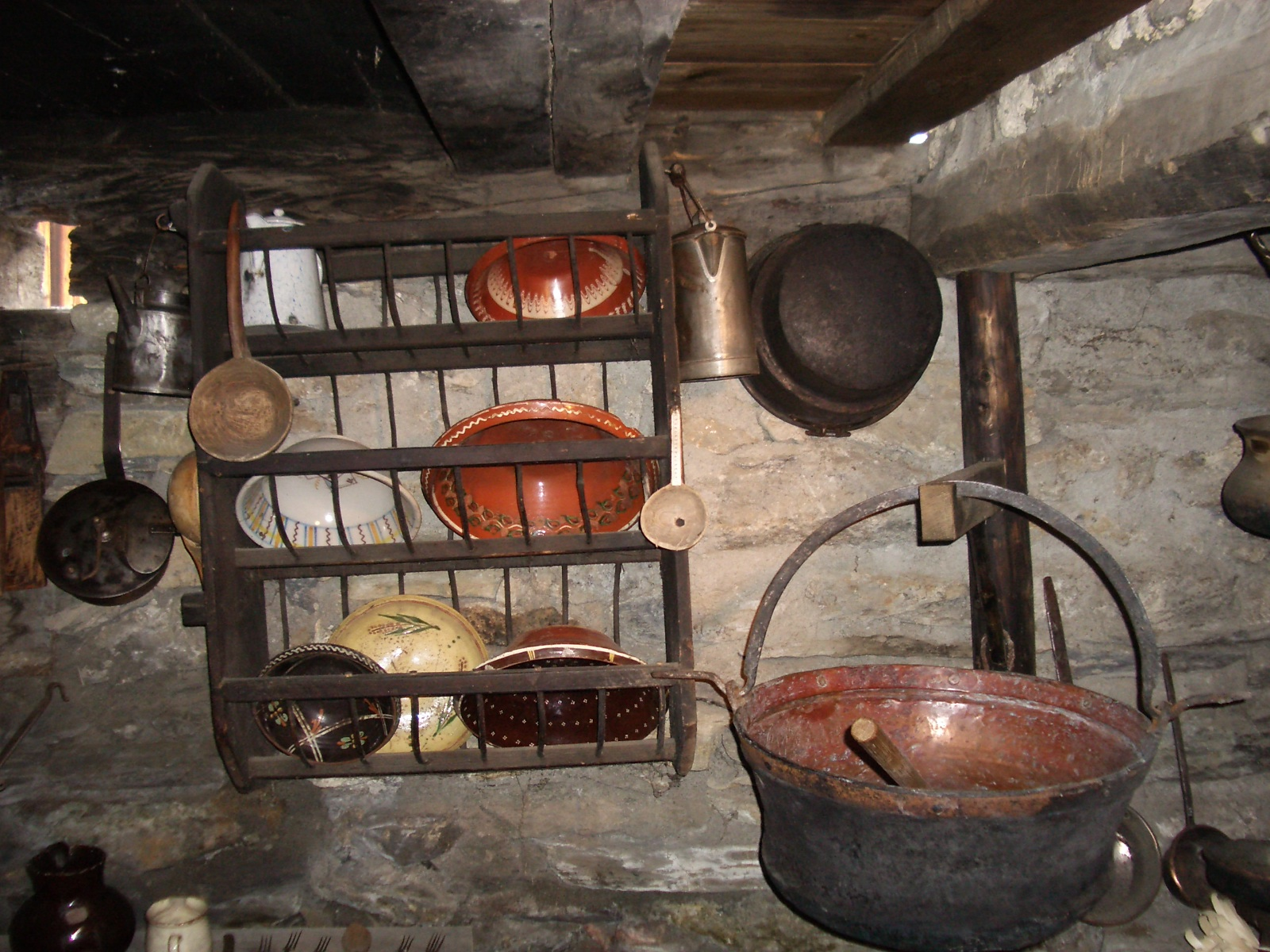
Im Heimatmuseum

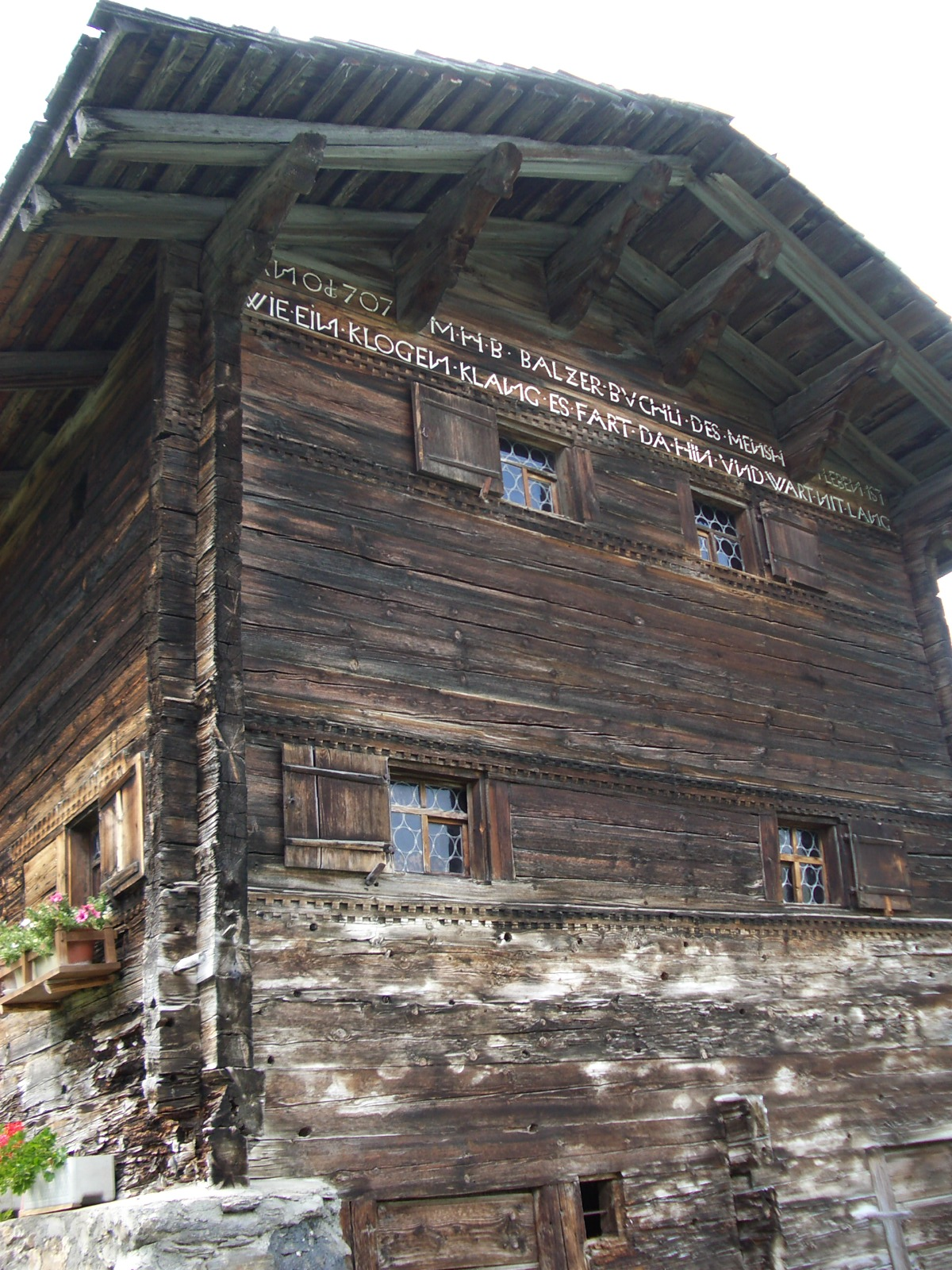
Heimatmuseum Camanaboda

Nahezu 100 Prozent der Bevölkerung waren 2000 deutschsprachig.

## Heimatmuseum

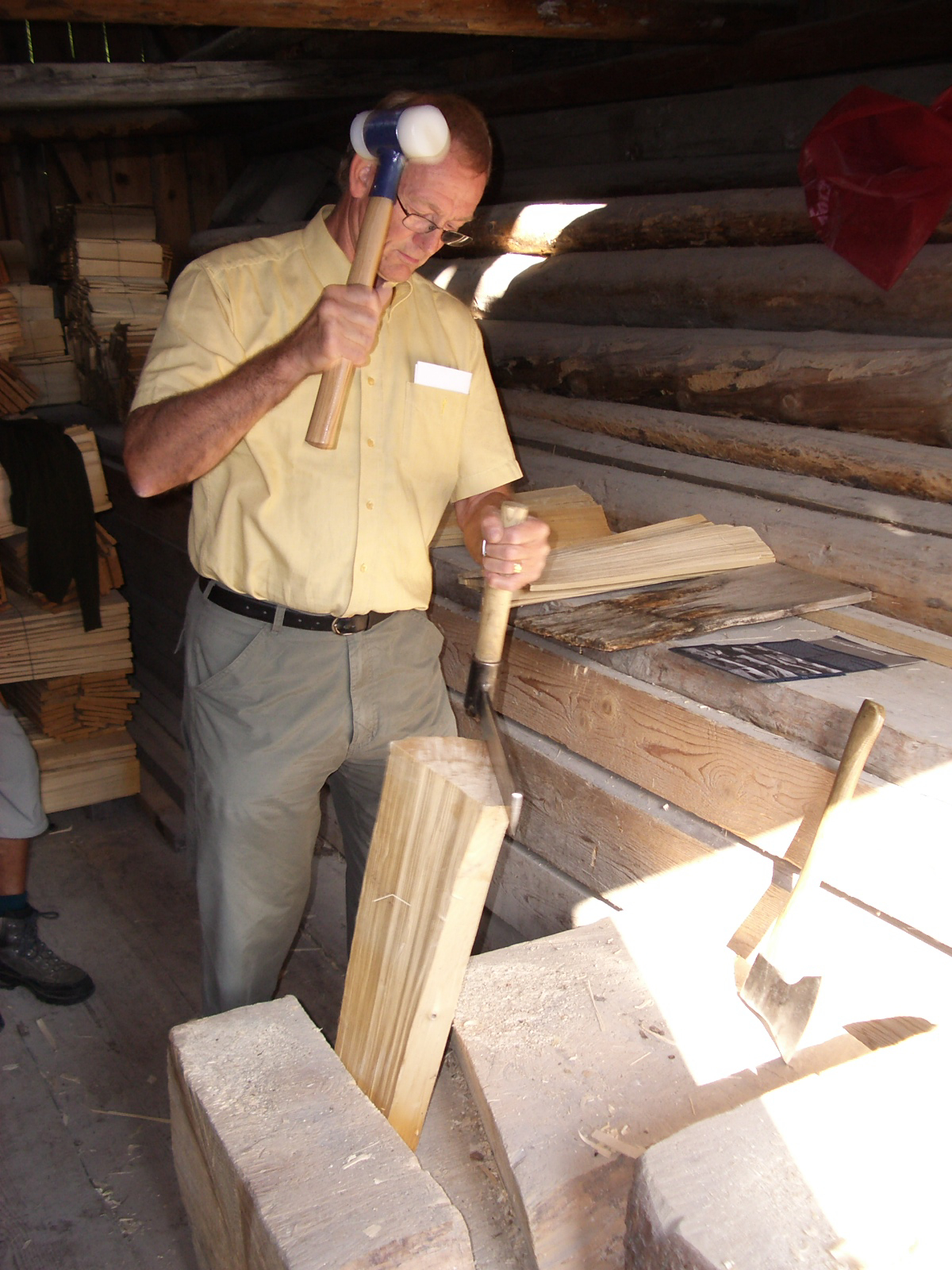
Schindelmacher in Safien Platz

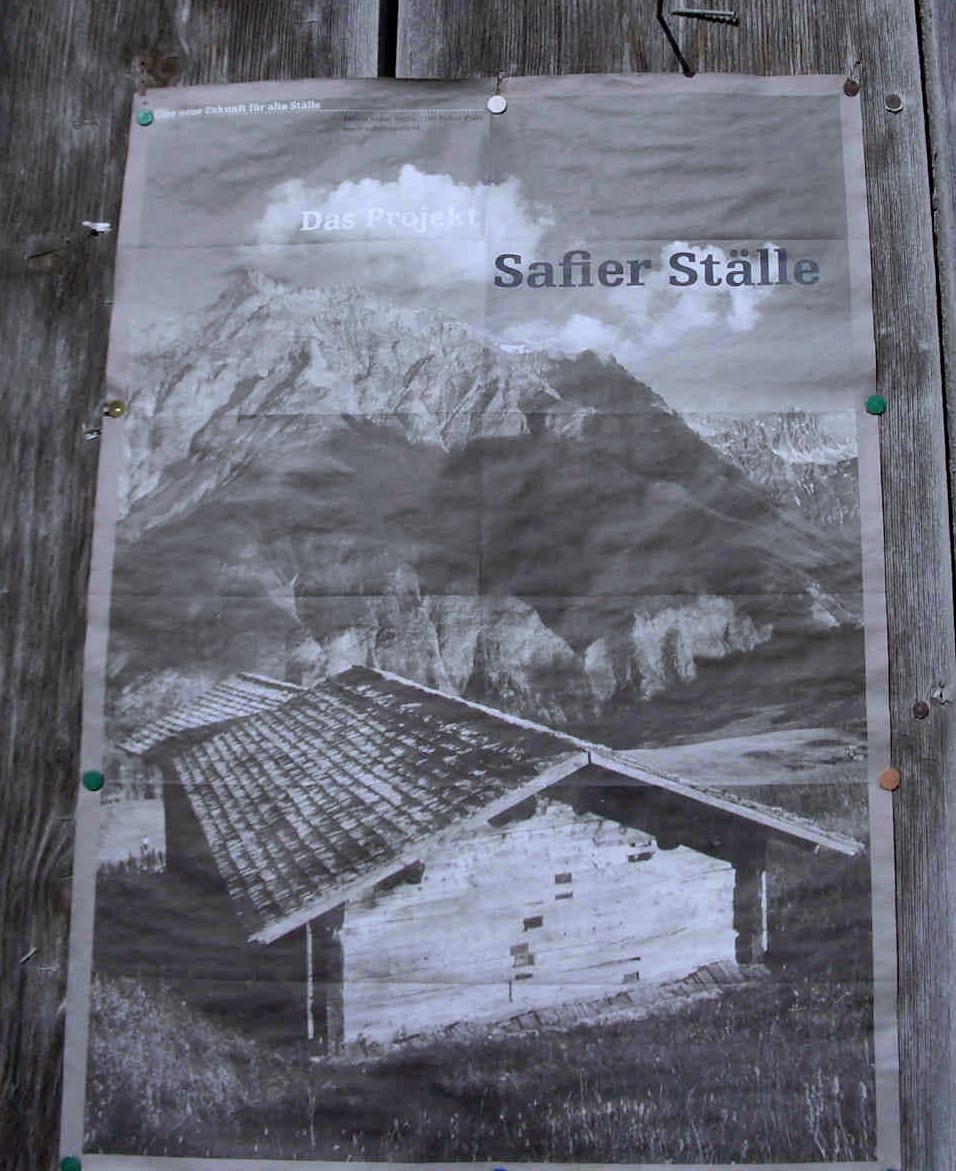
Projekt Safier Ställe

In Camanaboda, einer der höchstgelegenen, ganzjährig bewohnten Siedlungen des Safientales auf fast 1800 m ü. M. inmitten anderer alter Walserhäuser, liegt das Heimatmuseum Althus.
Der Schwerpunkt dieses Museums ist das Haus selber und seine Einrichtungen als Wohnhaus mit Stubä (Stube), Chuchi (Küche), Chòòltchammerä (Milchkeller), Schithus (Holzlagerraum), Spiicher (Schlafzimmer) und Chäller (Keller).

## Projekt Safier Ställe

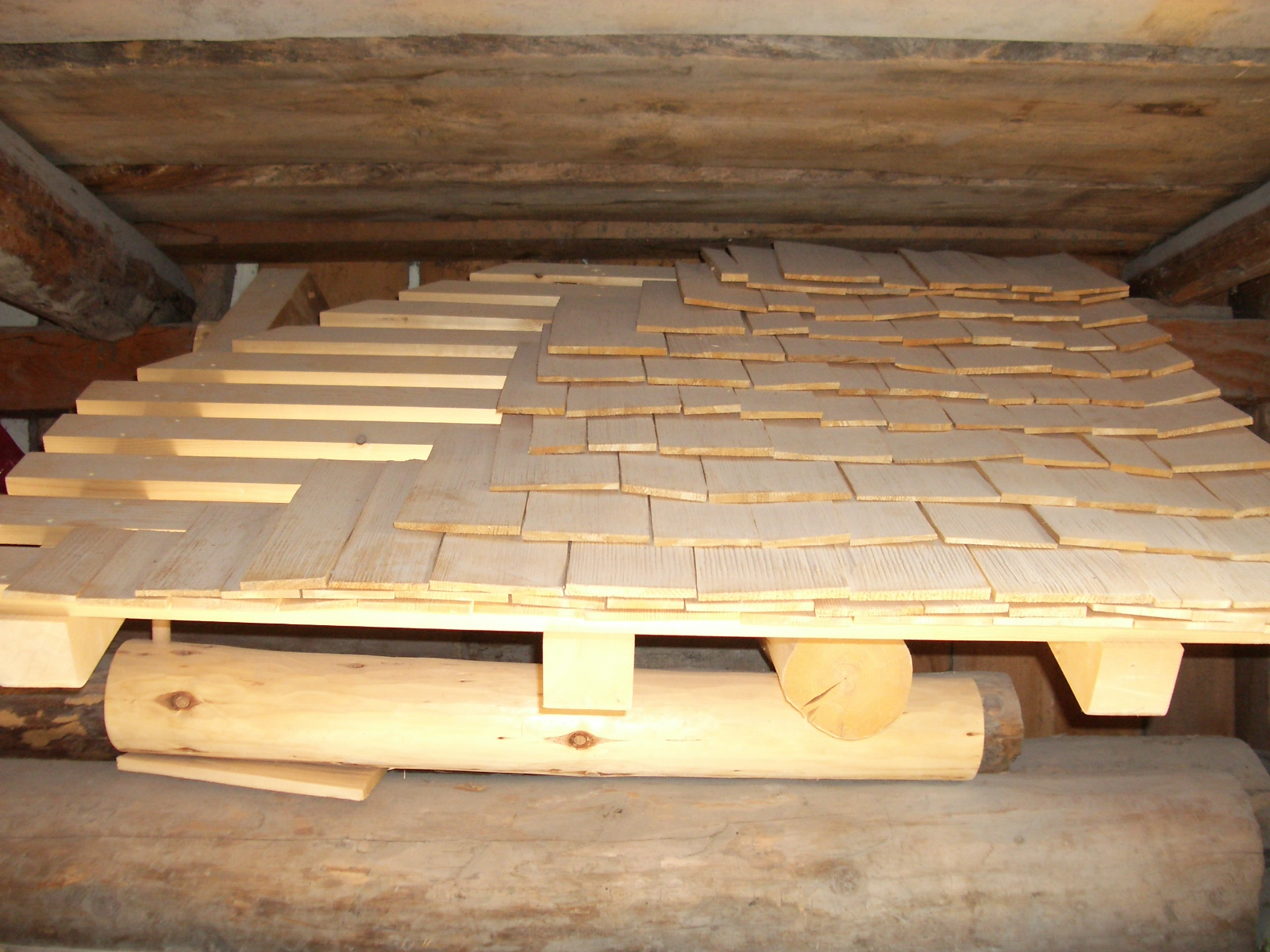
Schindeldach-Modell

Der Verein Safier Ställe will mit dem Projekt Safier Ställe einen Beitrag zur Erhaltung der Kulturlandschaft Safien leisten. Die alten Ökonomiegebäude sollen vor dem drohenden Zerfall gesichert werden, und über die zukünftige Nutzung werden Perspektiven entwickelt. Mit dem Projekt Safier Ställe wurde die Schindelwerkstatt Safien gegründet, wo Einwohner aus Safien Schindeln herstellen können. Damit ein altes Handwerk erhalten und Nebenerwerbsmöglichkeiten geschaffen werden. Die Hauseigentümer versucht man für Dachsanierungen mit Schindeln aus der Schindelwerkstatt zu gewinnen.

## Verkehr
Der Bahnanschluss mit der Station Versam-Safien liegt in der Rheinschlucht an der Bahnstrecke Reichenau-Tamins–Disentis/Mustér. Das Safiental ist mit einer Postautolinie erschlossen.

## Sehenswürdigkeiten
- Maschinenhalle der Kraftwerke Zervreila, Architekt William Dunkel.[6]
- Forstwerkhof Safien Platz, 2005, Architekten: Robert Albertin, Alexander Zoanni.[7]

## Bilder

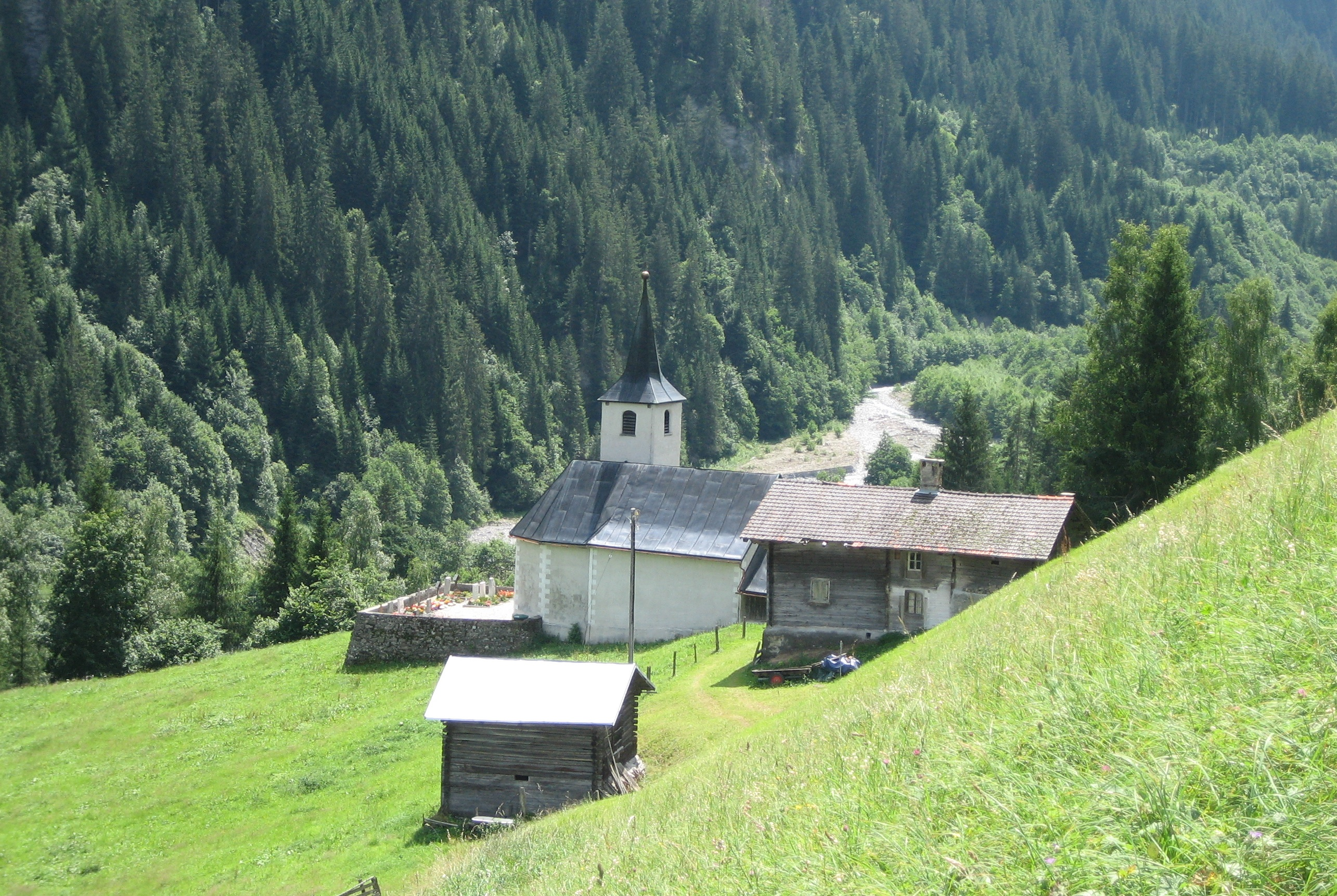
Neukirch bei der Kirche
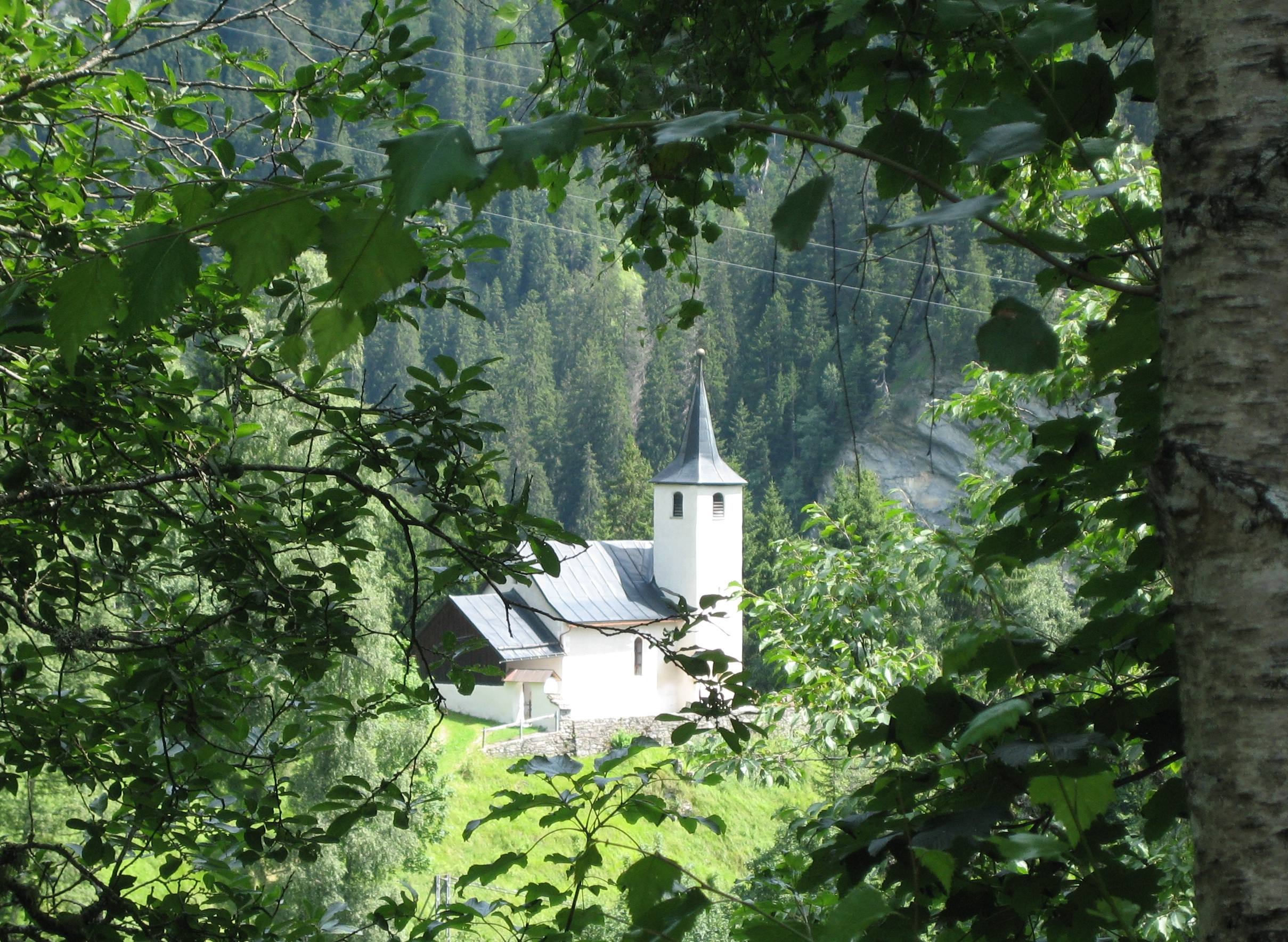
Reformierte Kirche Neukirch (Safien)
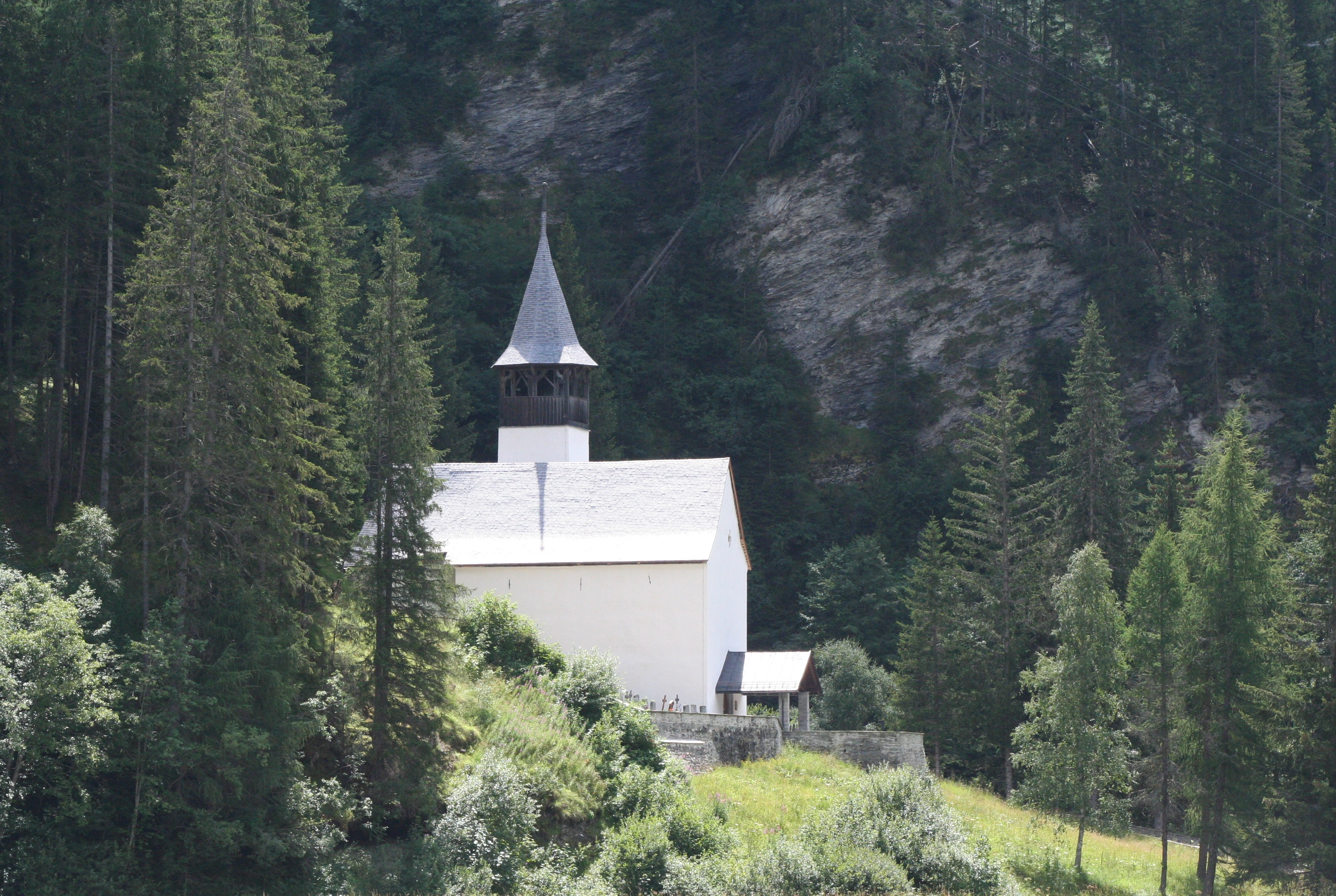
Reformierte Kirche Safien Platz
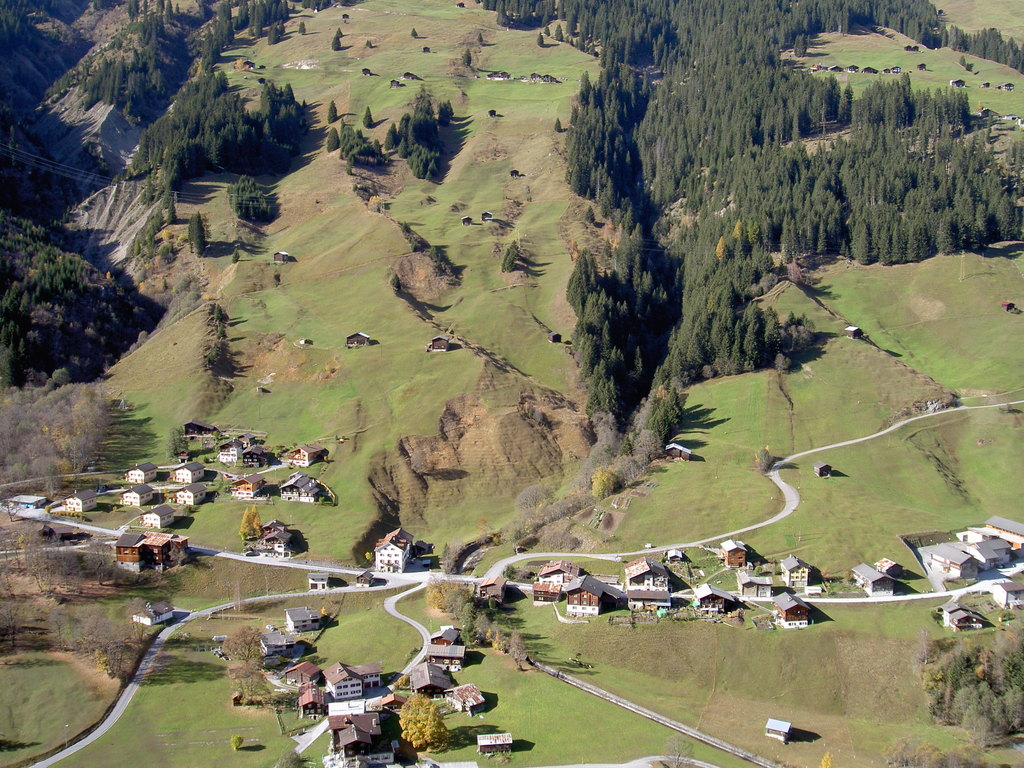
Safien Platz ab Stäga
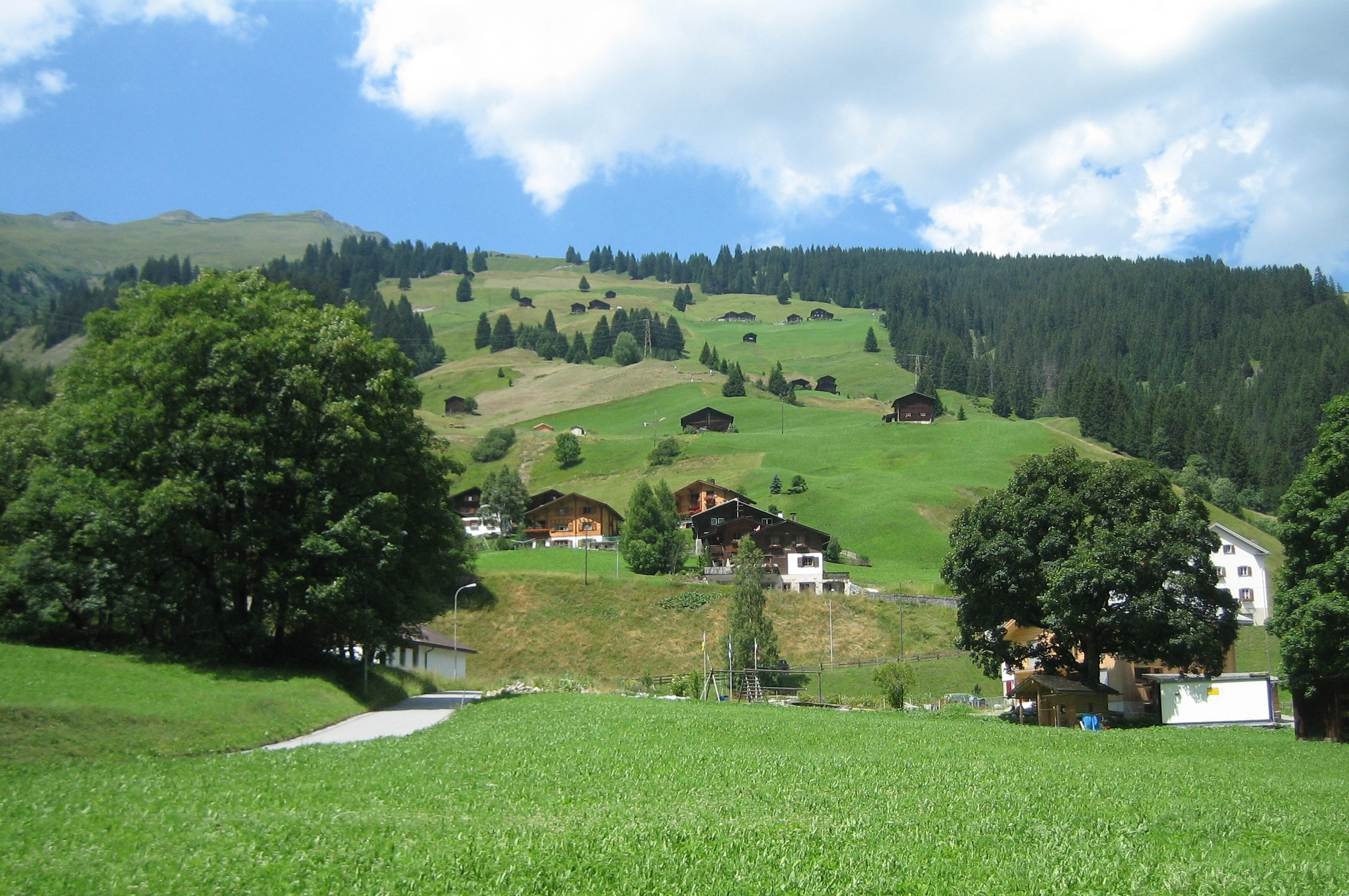
Furra und Bruschgaläschg (Safien Platz)
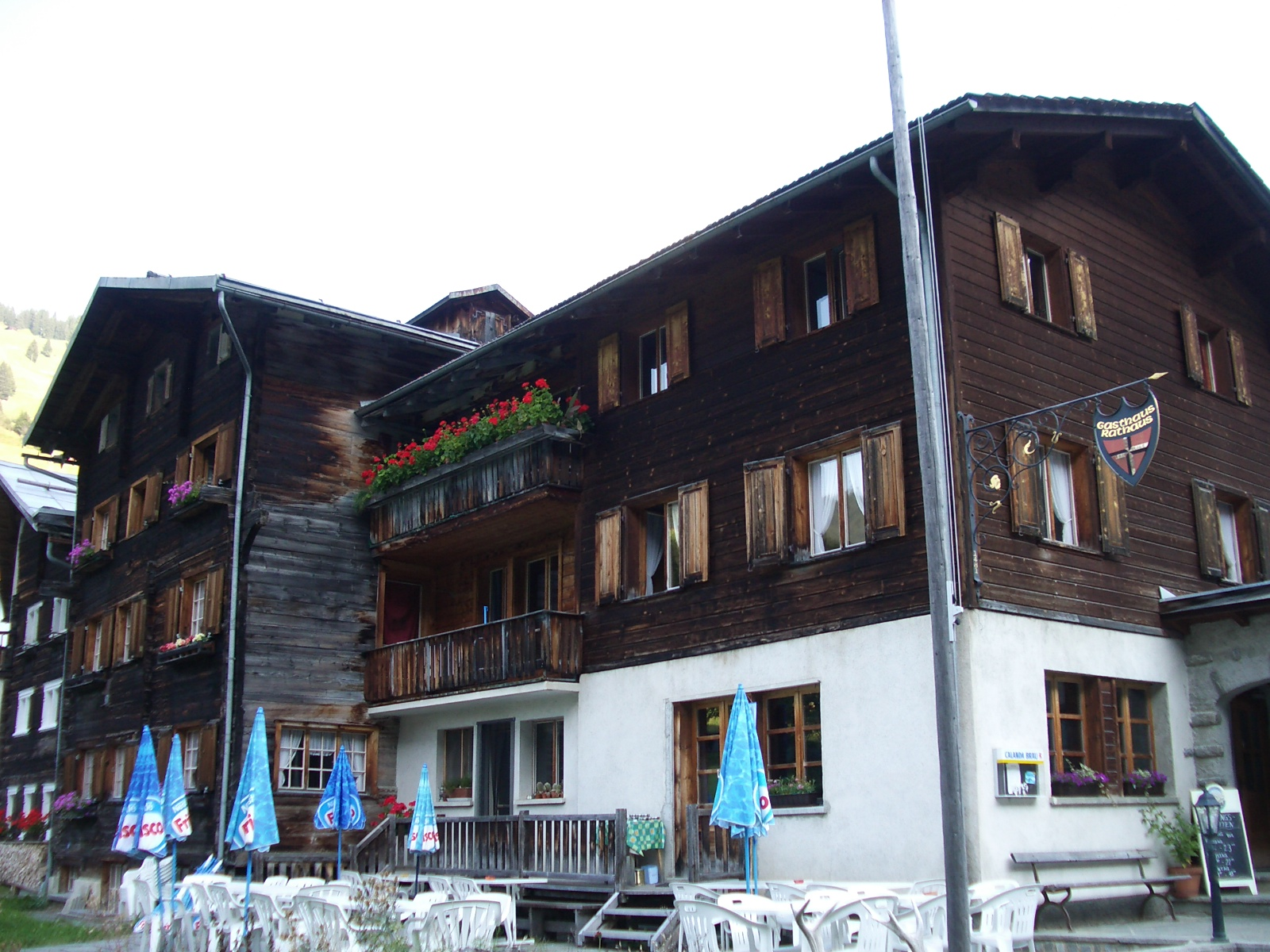
Altes Rathaus, Safien Platz
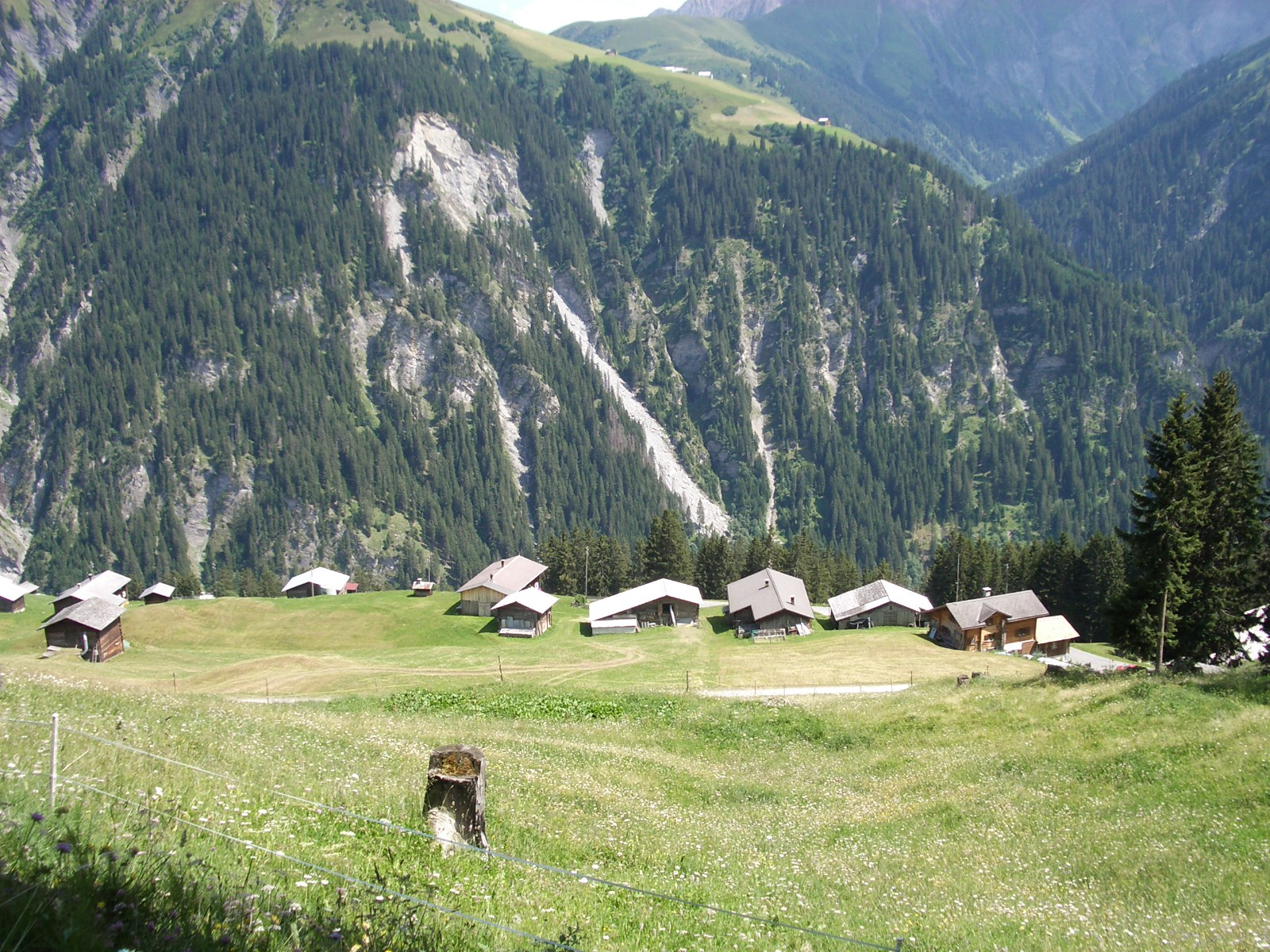
Zalön, Blick auf Glaspass
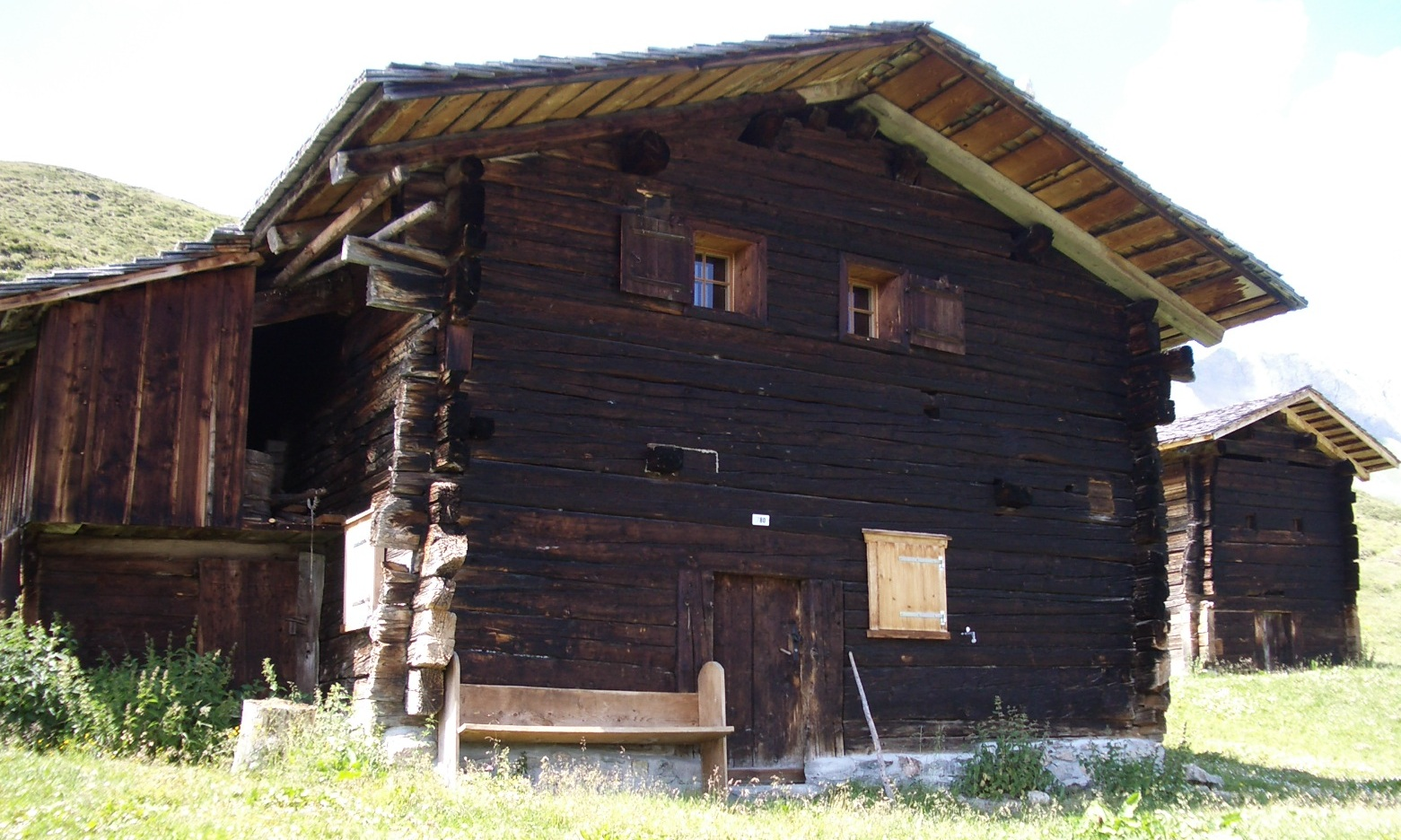
Zalöner Hütta, 1940 m ü. M.
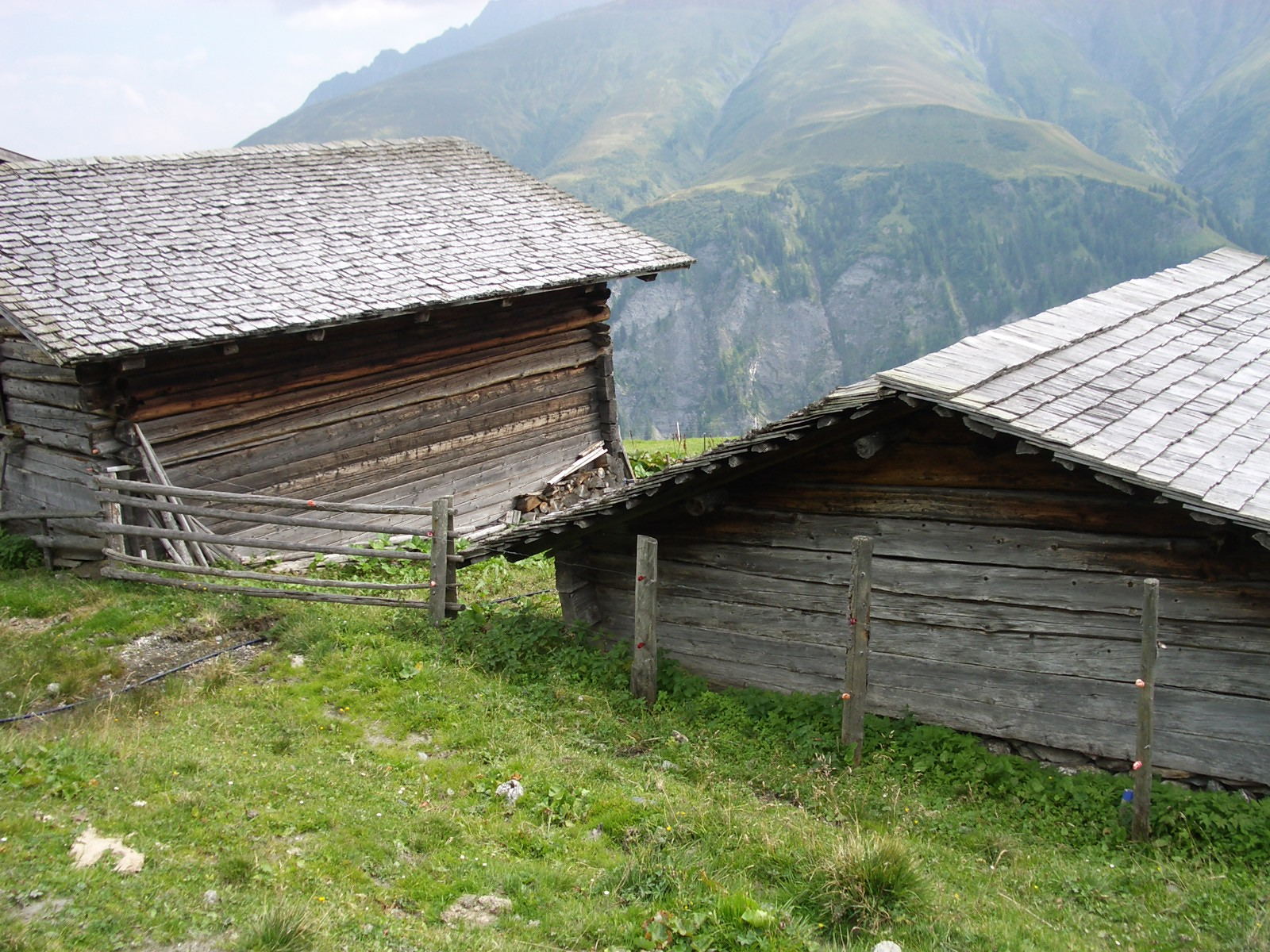
Safier Ställe mit Schindeldächern, Camanaboda
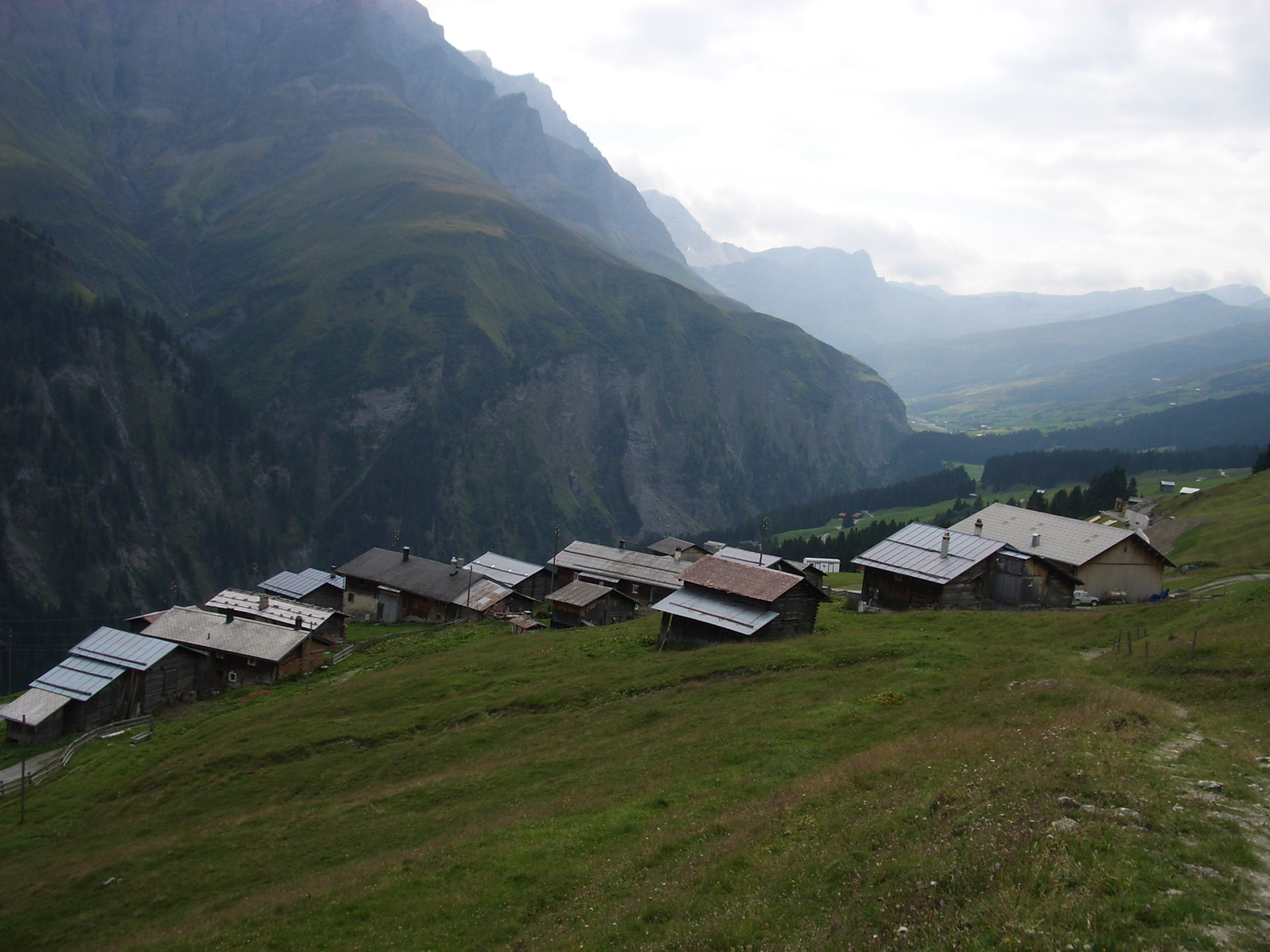
Camanaboda